# Relación entre fe y razón
La fe y razón son dos formas de convicción que subsisten con más o menos grado de conflicto, o de compatibilidad. La fe generalmente es definida como fundamento en una creencia, como una convicción que admite lo absoluto. Mientras que la razón es fundamento en la evidencia, lo cual aproxima el objeto de fe a la idea del mito. Según Juan Pablo II, cada una tiene su propio ámbito de realización, tal y como insinúa en su encíclica Fides et ratio (1998): «la fe y la razón (fides et ratio) son como las dos alas con las cuales el espíritu humano se eleva hacia la contemplación de la verdad».
Hablando en términos generales, hay tres categorías de perspectivas respecto a la relación entre fe y razón. El racionalismo sostiene que la verdad debería ser determinada por la razón y el análisis de los hechos, más que en la fe, el dogma o la enseñanza religiosa y esta es inútil para la concepción del mundo. El fideísmo considera que la fe es necesaria, y que las creencias deben tener cabida sin la evidencia o la razón, aún esté en conflicto con ellas. La teología natural considera que fe y razón son compatibles, de manera que la evidencia y la razón finalmente llevan a la creencia en los objetos de fe.

## Relación entre fe y razón
El racionalismo, en cualquier caso, no se pronuncia con respecto a la existencia de Dios o a la validez o el valor de la religión, pero rechaza cualquier creencia basada solamente en la fe. La fe, por el contrario, no descansa en pruebas lógicas o en la evidencia, sino en la autoridad de Dios. En opinión de Juan Pablo II, existe una armonía entre el conocimiento filosófico y la fe: según esta interpretación desde el catolicismo, la fe requiere que su objeto sea comprendido con la ayuda de la razón y la razón admite como necesario lo que la fe le presente. Desde el punto de vista semántico, las definiciones de fe y racionalismo están en lógica oposición.
Las creencias sostenidas por "fe" pueden valorarse según esté sujeto su juicio a relaciones de orden con la razón:
- La fe subordinando a la razón: En esta perspectiva, todo el conocimiento humano y la razón son vistos como dependientes de la fe: fe en nuestros sentidos, fe en nuestros recuerdos, y fe en la disposición de sucesos que recibimos por testimonio de otros o del entorno. En consecuencia, la fe es vista como esencial e inseparable de la razón. Esta justificación se aplica en gran parte a la filosofía histórica del racionalismo, y menos a las perspectivas racionalistas contemporáneas.

- La fe superordinando a la razón: En esta perspectiva, la fe se presenta cubriendo asuntos que se consideran reales pero que la ciencia y la racionalidad serían inherentemente incapaces de tratar. En consecuencia, la fe es vista como complementando la razón, al proveer respuestas a preguntas que de otro modo serían incontestables.

- La fe sin orden a la razón: En esta perspectiva, la fe es vista como esas opiniones que uno mantiene a pesar de que la evidencia y la razón digan lo contrario. Así pues, la fe es vista como perniciosa con respecto a la razón, como si impidiera la habilidad de pensar.

### El punto de vista apologético: La epistemología reformada

#### La razón subordinada a la fe
La perspectiva en que la razón está subordinada a la fe, sostiene que la razón depende de la fe por su coherencia. Bajo esta perspectiva, no hay forma de probar ampliamente que estamos en realidad viendo lo que suponemos que estamos viendo; de que lo que recordamos realmente sucedió; o de que las leyes de la lógica y de las matemáticas son en realidad reales. En cambio, todas las creencias dependen, para su coherencia, de la fe en nuestros sentidos, recuerdos, y convicciones, porque considera ajenos los fundamentos del racionalismo y no pueden probarse por la evidencia o la razón.
René Descartes, por ejemplo, argumentó algo parecido en "Meditaciones sobre la Primera Filosofía", en las cuales él razonó que todas las percepciones humanas podrían ser una ilusión elaborada por un demonio perverso. Ilustraciones de esta visión prefigurada también se encuentran en la cultura popular contemporánea, en películas tales como 'The Matrix", ilustrando y desafiando la fe en los sentidos, y tales como "Llamada Total" ilustrando y desafiando la fe en los recuerdos. Similarmente, el budismo Theravada sostiene que toda la realidad percibida es simple ilusión. Así, se argumenta que no hay forma de probar, sin lugar a dudas, que lo que percibimos es real, de manera que todas nuestras creencias dependan de aceptar con fe nuestros sentidos y recuerdos.
La epistemología reformada asegura que ciertas creencias no pueden ser probadas por la razón, sino que deben ser formalizadas por fe, y filósofos y apologistas cristianos tales como Alvin Plantinga han propuesto que las creencias de este tipo son "propiamente básicas" --esto es, que son garantes de confianza aún necesariamente sostenidas sin respaldo de evidencia. En lugar de desmitificarse, estas creencias son mantenidas, porque uno tiene inclinación natural a creerlas. Plantinga argumenta que la creencia en Dios no necesita llegar a través de la evidencia y el argumento, sino que puede ser una creencia natural e intuitiva "propiamente básica" fundada en tal experiencia.

#### Los apologistas reformados
Los apologistas presuposicionales 
al de arriba, para llegar a la conclusión de que solo existe el yo, y toda realidad es simplemente una función de nuestra mente, sobre la base de que únicamente la existencia del propio yo puede ser probada. Esta perspectiva fue registrada primero por el sofista presocrático Gorgias. El racionalismo contemporáneo tiene poco en común con el racionalismo histórico continental expandido por René Descartes y otros quienes dicen que confiaban en el razonamiento solipsista. Plantinga afirma que su argumento no incorpora el solipsismo, mientras que reconoce que muchas cosas no pueden ser probadas por la evidencia y la razón, también afirma que las cosas existen fuera de la mente. Así, concluye que la fe nos permite "conocer" cosas que no pueden ser estrictamente probadas.

#### La fe vista sobre el ámbito de la razón
La posición que propone a la fe como directora de asuntos que se encuentran más allá del ámbito de la razón sostiene que la fe es un complemento de esta, porque supone limitado el ámbito del conocimiento humano racional.
Esta perspectiva fue pronunciada en la Biblia como sigue:
- "Ahora bien, la fe es la garantía de lo que se espera, la certeza de lo que no se ve." Hebreos 11:1 (NVI)
- "Ahora vemos de manera indirecta y velada, como en un espejo; pero entonces veremos cara a cara. Ahora conozco de manera imperfecta, pero entonces conoceré tal y como soy conocido." 1 Corintios 13:12 (NVI)

En esencia, bajo esta perspectiva, la fe corresponde a ideas captadas que, aunque posiblemente del todo verdaderas, no pueden aún ser completamente resueltas por nuestra razón.
Algunos han considerado el racionalismo estricto como excluyente de este tipo de fe; concluye que el pensamiento racional al tener éxito al explicar los fenómenos físicos, hace ilegítimo aquel conocimiento que viene desde más allá de la esfera del pensamiento racional. De acuerdo a esta línea de razonamiento:
"Nuestra cultura dominada por la ciencia ha excluido la experiencia religiosa como una clave hacia la realidad; pero, ¿sobre qué fundamentos?. La ciencia en los años 1600 fue tan exitosa en comprender la dimensión física de la realidad, que la gente en los años 1700 empezó a pensar que lo físico podía ser la única dimensión de la realidad. Pero el éxito en un área de investigación no invalida otras áreas. El peso de la prueba está sobre aquellos que excluirían de ser una fuente de conocimiento a un tipo particular de experiencia."[cita requerida]
Bajo esta perspectiva, la fe no es creencia estática divorciada de la razón y la experiencia, y no es ilegítima como fuente de conocimiento. Por el contrario, la creencia por fe parte de las cosas que pueden ser reconocidas por la experiencia, y se extiende a cosas que son verdad, aunque ellas no puedan ser comprendidas, y por lo tanto es válida en la medida que responde a paradojas que el pensamiento racional oblitera. Como tales, las creencias sostenidas por esta forma de fe se ven dinámicas y cambiantes, así como uno crece en experiencia y conocimiento, hasta que la "fe" de uno llega a ser "vista". Este tipo de razonamiento inductivo se encuentra comúnmente en el misticismo.

## El punto de vista racionalista
Desde esta perspectiva se considera que la fe socava la habilidad para pensar. La fe no puede sostenerse como creencia en contraposición a su justificación racional. Cuando la verdad es determinada por fe, dogma, "experiencia intuitiva", "contemplación mística de lo sobrenatural" o "vista", más que por la razón o el análisis de los hechos, no hay criterio objetivo para determinar que una declaración sea cierta. Hacerse ilusiones y mantenerlas como inclinaciones cognitivas resulta en ideas arbitrarias, que siendo aceptadas por verdaderas o falsas no son silogismos válidos. La incontingencia resultante impide la síntesis racional de la creencia y al afirmarse en ella sin demostración o evidencia solo nos parecería cada vez más incoherente o fabulada. Un ejemplo sería la afirmación de que por fe se obtiene certeza de la "verdad" más allá de la habilidad real para razonarla - de aquí, una inconsistencia tautológica.
La relación entre razón y fe- Filosofía y palabra de Dios- se encuentra estudiada por diversos pensadores, tales como John Henry Newman, Antonio Rosmini, Jacques Maritain, Etienne Gilson y Edith Stein en el ámbito occidental. En el oriental: Vladimir Soloviev, Pavel Florenskij, Petr Cadaev y Vladimir Losskij.

## Justificaciones y críticas
Las justificaciones para la fe vista como racional se basan en estrategias semánticas y epistemológicas:
1. Definiciones semánticamente más precisas de racionalismo que permiten que la fe sea vista como racional:
1.a Ampliación de la definición de fe, para incluir la fe como una creencia que descansa sobre una prueba lógica o evidencia material.
1.b Debilitamiento de las definiciones de prueba, evidencia, lógica, racional, etc., para permitir un estándar menor de prueba.
2. Atacando los fundamentos epistemológicos de la razón, declarando que ciertas creencias no sostenidas por la razón o la evidencia son básicamente fundamentales, porque son intuitivas o que estamos "naturalmente inclinados" a creerlas.
La estrategia semántica (número 1) es común a aquellos que sostienen que la fe dirige asuntos más allá del ámbito de la razón, mientras que la estrategia epistemológica (número 2) es empleada por aquellos que sostienen que la razón está subordinada a la fe.
Los críticos de la fe vista como racional afirman que los argumentos semánticos constituyen una defensa especial, una falacia lógica. Una refutación común al ataque epistomológico sobre la base de la racionalidad, es que si cuando completamente aplicada hace posible considerar cualquiera creencia arbitraria como racional, uno puede sostener que la creencia en el Unicornio Rosado Invisible es muy básica usando el mismo razonamiento. Defensores de la Epistemología Reformada afirman que ellos tienen un criterio de "proper basicality" por el cual se llega a través de un proceso inductivo. Ellos distinguen entre las creencias y las condiciones bajo las cuales uno está creyendo y correlaciona las creencias y las condiciones dentro de grupos reconocibles de aquellos que son propiamente básicos y aquellos que no lo son.
Ellos argumentan que como seres, estamos "naturalmente inclinados" hacia la creencia en Dios y que por lo tanto la fe es básicamente fundamental y racional, pero la creencia en el Unicornio Rosado Invisible u otros absurdos lógicos carecen de tal condición, no son básicamente fundamentales y por eso tampoco racionales. Los críticos responden a esta línea de razonamiento que aunque podemos estar "naturalmente inclinados" hacia la fe (creencia), de esto no se sigue que la fe es básicamente fundamental y, en consecuencia, racional.
Algunas religiones expresan que el hecho de que el hombre tenga un coeficiente intelectual limitado y sentidos e instrumentos limitados hace que no se pueda asegurar la comprensión absoluta de todo lo que existe porque se estaría excluyendo todo aquello que nos excede. Bajo esta perspectiva el hombre no podría hablar en nombre de "La Razón" sino de "la razón humana" aplicada sobre "conocimiento humano". Por citar un ejemplo: una comunidad de monos de la especie más inteligente tampoco podría tener autoridad de establecer todo lo que existe por el simple hecho de poseer inteligencia porque la misma es limitada ¡y aún más limitada que la nuestra!. O una especie hipotética con la inteligencia equivalente a un niño de 6 años por citar otro ejemplo ilustrativo. Por lo tanto para muchos religiosos el hombre hace atribuciones de sí mismo que son falaces como si tuviera "inteligencia y conocimiento" en la máxima magnitud posible.
De esto el religioso deduce que el hombre tampoco tiene la autoridad para tildar de "racional" o "irracional" algo sin miedo a equivocarse, porque todo es relativo a su conocimiento e intelecto limitado e imperfecto. Algo podría ser perfectamente racional pero estar por encima del intelecto humano.
También para la comunidad hipotética de monos un "neutrino" sería equivalente a "un unicornio rosado" y "galaxia" equivalente a "unicornio rosado" a causa de sus limitaciones negando de esta forma grandes verdades.
Los hombres de ciencia creen, sin embargo, que si esas hipotéticas comunidades llegasen a conocimientos superiores obtendrían las mismas conclusiones, o muy parecidas. Es decir, los hipotéticos monos seguirán pensando que un neutrino es un unicornio (o una deidad cualquiera) hasta que no eleven sus conocimientos, y conozcan lo que realmente es un neutrino (aunque lo llamen de otra forma).
El religioso también argumenta que afirmar "esto es irracional" en términos absolutos es producto de la "fe" o "creencia" al no disponer de racionalidad y conocimientos en su máxima magnitud para poder comprobarlo. (Sin contar que los razonamientos humanos no son solamente limitados sino que también pueden estar sujetos a error).
Para el religioso decir: "Esto es aparentemente irracional en relación al conocimiento y coeficiente intelectual humano" sería una expresión más realista.
El religioso tampoco está seguro de que "La Razón" sea el mayor atributo posible en todo el Universo para iluminarnos hacia la verdad (entiéndase por Universo todo lo que existe y no el sistema físico llamado cosmos en el que estamos inmersos).
"La razón" es la cualidad humana que más evidentemente nos distingue de las demás especies que conocemos de ahí que el hombre lo estime como cualidad máxima pero esto tampoco se puede demostrar.
El religioso no excluye como posibilidad de que exista otras capacidades que estén por encima de la razón misma, es decir, que aún con racionalidad perfecta y en su máximo grado no sea suficiente.
Tampoco se ha podido demostrar que mediante el uso de la razón se pueda alcanzar toda la verdad en el Universo; sin embargo se acepta esto como una verdad indiscutible.
El hombre de ciencia piensa que la razón humana puede explicarlo todo. Aunque no se puede determinar si la razón en su máxima magnitud y libre de error pueda explicar todo el universo de lo que existe y menos aún la razón con limitaciones humanas. A pesar de eso, el hombre de ciencia no deja esa parte que aún no se puede explicar a la libre interpretación de la fe, pues esta va en contra del método científico. El cientifismo no admite formas de conocimiento que no sean las validables empíricamente según los parámetros de las ciencias experimentales. Relega al ámbito personal todo conocimiento religioso, ético y estético. Los valores serían producto de la emotividad de cada uno. Tal planteamiento habría redundado, en opinión del papa católico Juan Pablo II, en un empobrecimiento de la reflexión humana.
Por eso "la razón" es algo muy bueno pero de ahí a ser la máxima cualidad posible en el Universo es una afirmación aventurada. Esto tampoco se sabe, por eso muchas religiones invitan a hacer uso de la razón pero no cerrarse solo a ella, sino abrirse a nuevos horizontes y posibilidades.
Muchas religiones piensan que no debemos darnos el lujo de negar todo lo que no alcanzamos con nuestras capacidades porque podríamos estar renunciando a grandes verdades. El catolicismo, por citar un ejemplo, siempre promovió el uso de todos nuestros medios para hallar la verdad, de ahí el hecho histórico del florecimiento de las universidades y escuelas católicas en plena Edad Media pero también nos hace conscientes de que puede haber otras realidades más sutiles que el hombre no pueda captar con sus propias capacidades. El catolicismo no pide a sus fieles una creencia ciega y muerta sino que invita a un encuentro personal con Dios mediante su búsqueda en nuestras vidas. Porque está en poder de Él mostrarse por su superioridad de condición inalcanzable para nosotros.
La ciencia siempre ha sido consultada por la Iglesia católica tanto para declarar "milagros" como para esclarecer hechos, puesto que la sociedad ha empezado a querer más demostraciones lógicas o científicas a aceptar algo por mera fe. Incluso ha tenido numerosos científicos propios como por ejemplo los Jesuitas. Pero no se ha visto lo opuesto, es decir, que la ciencia acuda a la Iglesia o religiosos para esclarecer sus dudas, puesto que sus respuestas carecen de sentido lógico al no basarse en el método científico.[cita requerida]